# Línea SE745 (EMT Madrid)
El Servicio Especial (S.E.) codificado como SE745 de la EMT de Madrid fue una línea que conectaba Avenida de América con Pinar de Chamartín durante las obras de renovación de la línea 4 de Metro de Madrid entre el 13 de enero y el 10 de marzo de 2020.

## Características
Esta línea empezó a prestar servicio el 13 de enero de 2020 cubriendo parte del recorrido de la línea 4 de metro, cerrada por obras. Era gratuita para los usuarios, pues se trataba de un servicio especial consensuado entre ambos operadores de transporte.
Efectuaba una parada en las inmediaciones de cada una de las estaciones del tramo cubierto, con la excepción de la estación de Avenida de la Paz, en cuyas inmediaciones hacía dos paradas, una a cada lado de la M-30. El resto del recorrido de la línea cerrada se consideraba cubierto por las demás líneas de metro y por la línea 21 de la EMT, con la que comparte el tramo entre Argüelles y Goya.
Inicialmente tuvo una dotación de 35 autobuses de lunes a viernes laborables, que se reducía a 17 los demás días. Debido a la alta demanda y los retrasos de entre media hora y una hora dados el primer día de servicio, desde el 14 de enero el servicio tuvo un refuerzo del 10 % entre las 7:00 y las 9:00. Desde esta fecha la Policía Municipal de Madrid regulaba el tráfico en determinados lugares para hacer más fluido el servicio. El 18 de enero se volvió a reforzar el servicio, esta vez en un 20 % entre las 7:00 y las 22:00.
A diferencia de otras líneas de autobús, en esta el primer servicio se daba, además de desde las cabeceras, desde dos paradas intermedias —Avenida de la Paz y Mar de Cristal—, de las que salían autobuses en ambos sentidos. Esto se hizo para minimizar la disparidad de horas de paso del primer servicio según la parada.
El 25 de enero se trasladó su cabecera de Pinar de Chamartín, antes sita en Dalia, 3; a la vuelta de la esquina, situándose en Arturo Soria, 332.
Una vez reabierta la línea 4 de metro, el 10 de marzo la línea dejó de circular. Así, el último día prestaron servicio tanto el metro como su autobús sustitutivo.

### Frecuencias
Nota: En esta tabla no se reflejan los datos actualizados tras los refuerzos de servicio del 14 y el 18 de enero.
| de lunes a viernes laborables |          |
| de 6:00 a 7:00                | 4-7 min  |
| de 7:00 a 21:00               | 3-5 min  |
| de 21:00 a 23:00              | 5-8 min  |
| de 23:00 a 1:50               | 7-15 min |
| sábados, domingos y festivos  |          |
| de 6:00 a 7:00                | 7-10 min |
| de 7:00 a 23:00               | 6-8 min  |
| de 23:00 a 1:50               | 8-15 min |

## Recorrido y paradas
| Estación sustituida   | Parada                                                 | Parada                                          | Común con      | Conexiones con otras líneas de metro |
| Estación sustituida   | Sentido Pinar de Chamartín                             | Sentido Avenida de América                      | Común con      | Conexiones con otras líneas de metro |
| --------------------- | ------------------------------------------------------ | ----------------------------------------------- | -------------- | ------------------------------------ |
| Avenida de América    | 5785 Francisco Silvela frente n.º 112                  | 5785 Francisco Silvela frente n.º 112           |                | Avenida de América                   |
| Prosperidad           | 2013 López de Hoyos n.º 116                            | 2014 López de Hoyos n.º 85                      | 9 73 N2        |                                      |
| Alfonso XIII          | 2020 López de Hoyos frente n.º 153                     | 2021 López de Hoyos n.º 159                     | 9 73 N2        |                                      |
| Avenida de la Paz     | 2022 Padre Claret con Avenida Ramón y Cajal            | 462 Avenida Ramón y Cajal n.º 81                | 9 72 73 N2     |                                      |
| Avenida de la Paz     | 408 Av. Ramón y Cajal frente n.º 107 con Av. de la Paz | 409 Avenida Ramón y Cajal n.º 107               | 9 72 73 120 N2 |                                      |
| Arturo Soria          | 383 Ulises n.º 2                                       | 384 Ulises frente n.º 2 con Arturo Soria        | 120 122        |                                      |
| Esperanza             | 391 Silvano s/n con Plaza del Liceo                    | 392 Silvano s/n con Plaza del Liceo             | 120 122        |                                      |
| Canillas              | 4912 Avenida Machupichu con Motal del Cuervo           | 4911 Avenida Machupichu con Montalbos           | N3             |                                      |
| Mar de Cristal        | 2888 Mar Adriátrico con Glorieta Mar de Cristal        | 2889 Mar Adriátrico con Glorieta Mar de Cristal | 87             | Mar de Cristal                       |
| San Lorenzo           | 4767 Barranquilla n.º 9                                | 4759 Barranquilla n.º 9                         |                |                                      |
| Parque de Santa María | 4769 Santa Virgilia n.º 3                              | 4768 Santa Virgilia n.º 2                       |                |                                      |
| Hortaleza             | 4774 Virgen del Carmen frente n.º 34                   | 4773 Virgen del Carmen n.º 34                   |                |                                      |
| Manoteras             | 4949 Bacares con Vélez-Blanco                          | 4776 Bacares n.º 11                             | 29             |                                      |
| Pinar de Chamartín    | 5497 Arturo Soria n.º 332                              | 5497 Arturo Soria n.º 332                       |                | Pinar de Chamartín                   |